# Arzillières-Neuville
Arzillières-Neuville (prononcé [aʁziljɛʁə nøvilə]) est une commune française, située dans le département de la Marne en région Grand Est.

## Géographie
| Les Rivières-Henruel | Blaise-sous-Arzillières, Norrois | Cloyes-sur-Marne                              |
|                      | Arzillières-Neuville             | Moncetz-l'Abbaye                              |
| Saint-Chéron         | Gigny-Bussy                      | Saint-Remy-en-Bouzemont-Saint-Genest-et-Isson |

La commune est composée de deux villages : Arzillières, à l'ouest, et Neuville-sous-Arzillières, en bordure de l'Isson à l'est.

### Hydrographie
La commune est dans la région hydrographique « la Seine de sa source au confluent de l'Oise (exclu) » au sein du bassin Seine-Normandie. Elle est drainée par l'Isson, la noue Notre-Dame, le canal de la Blaise, le Fossé 01 des Ormées, le Fossé 01 du Bas de l'Huilerie, le Fossé 01 du Côteau Mayence, le ruisseau de Compre et le ruisseau de la Fontaine Saint-Antoine,.
L'Isson, d'une longueur de 20 km, prend sa source dans la commune de Drosnay et se jette  dans la Marne à Frignicourt, après avoir traversé sept communes.

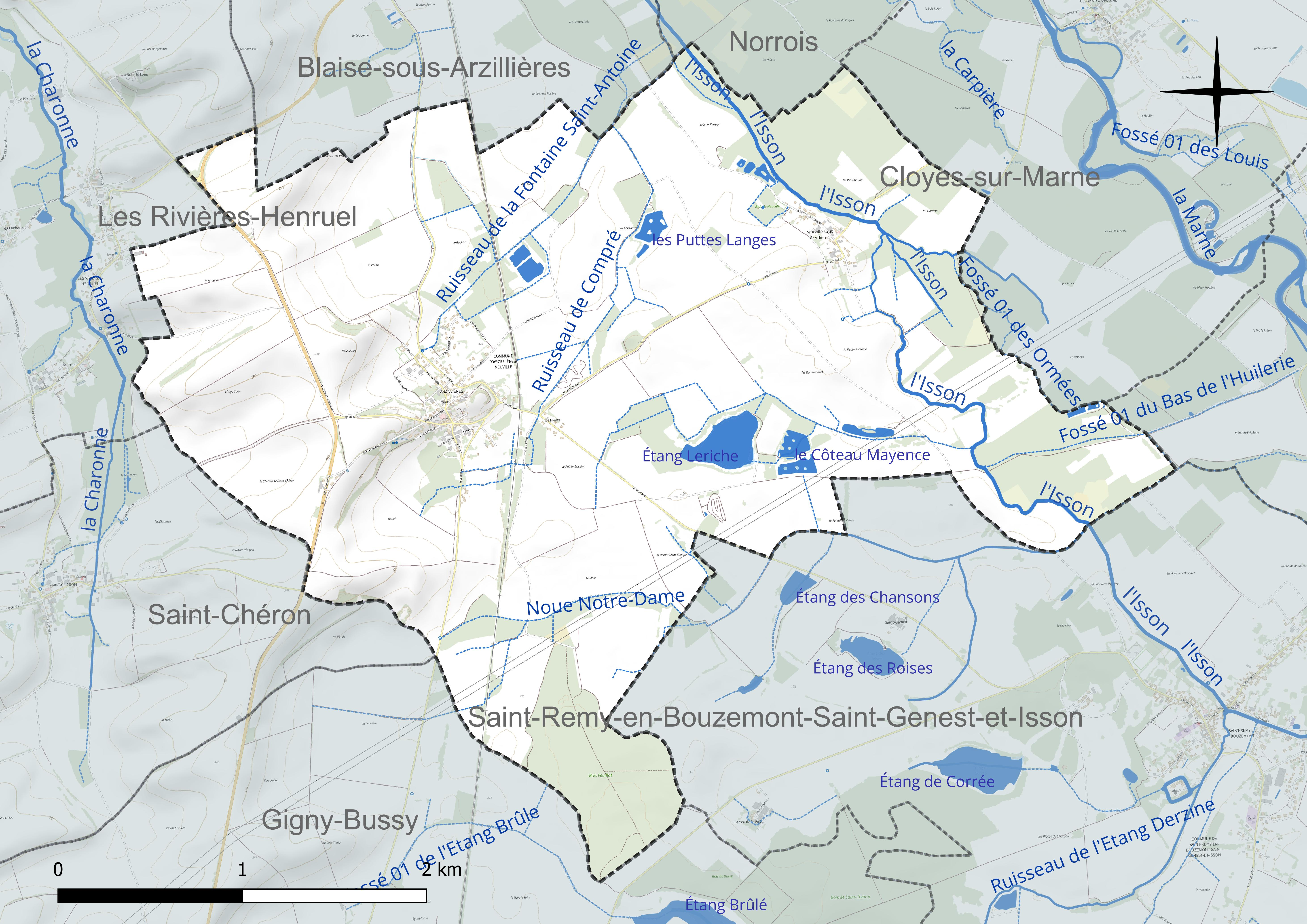
Réseau hydrographique d'Arzillières-Neuville.

Trois plans d'eau complètent le réseau hydrographique : le Côteau Mayence (1,7 ha), les Puttes Langes (1,7 ha) et l'étang Leriche (7,8 ha),.

### Climat
Pour des articles plus généraux, voir Climat du Grand Est et Climat de la Marne.
En 2010, le climat de la commune est de type climat océanique dégradé des plaines du Centre et du Nord, selon une étude du Centre national de la recherche scientifique s'appuyant sur une série de données couvrant la période 1971-2000. En 2020, Météo-France publie une typologie des climats de la France métropolitaine dans laquelle la commune est exposée à un climat océanique altéré et est dans la région climatique Nord-est du bassin Parisien, caractérisée par un ensoleillement médiocre, une pluviométrie moyenne régulièrement répartie au cours de l’année et un hiver froid (3 °C).
Pour la période 1971-2000, la température annuelle moyenne est de 10,7 °C, avec une amplitude thermique annuelle de 15,8 °C. Le cumul annuel moyen de précipitations est de 753 mm, avec 11,9 jours de précipitations en janvier et 8,3 jours en juillet. Pour la période 1991-2020, la température moyenne annuelle observée sur la station météorologique de Météo-France la plus proche, « Frignicourt », sur la commune de Frignicourt à 6 km à vol d'oiseau, est de 11,5 °C et le cumul annuel moyen de précipitations est de 694,6 mm. 
La température maximale relevée sur cette station est de 41,7 °C, atteinte le 25 juillet 2019 ; la température minimale est de −22 °C, atteinte le 9 janvier 1985,,.
Les paramètres climatiques de la commune ont été estimés pour le milieu du siècle (2041-2070) selon différents scénarios d'émission de gaz à effet de serre à partir des nouvelles projections climatiques de référence DRIAS-2020. Ils sont consultables sur un site dédié publié par Météo-France en novembre 2022.

## Urbanisme

### Typologie
Au 1er janvier 2024, Arzillières-Neuville est catégorisée commune rurale à habitat dispersé, selon la nouvelle grille communale de densité à sept niveaux définie par l'Insee en 2022.
Elle est située hors unité urbaine. Par ailleurs la commune fait partie de l'aire d'attraction de Vitry-le-François, dont elle est une commune de la couronne,. Cette aire, qui regroupe 73 communes, est catégorisée dans les aires de moins de 50 000 habitants,.

### Occupation des sols
L'occupation des sols de la commune, telle qu'elle ressort de la base de données européenne d’occupation biophysique des sols Corine Land Cover (CLC), est marquée par l'importance des territoires agricoles (85,3 % en 2018), une proportion sensiblement équivalente à celle de 1990 (85,5 %). La répartition détaillée en 2018 est la suivante : 
terres arables (67,9 %), zones agricoles hétérogènes (15 %), forêts (11,8 %), zones urbanisées (2,8 %), prairies (2,5 %), milieux à végétation arbustive et/ou herbacée (0,1 %). L'évolution de l’occupation des sols de la commune et de ses infrastructures peut être observée sur les différentes représentations cartographiques du territoire : la carte de Cassini (XVIIIe siècle), la carte d'état-major (1820-1866) et les cartes ou photos aériennes de l'IGN pour la période actuelle (1950 à aujourd'hui).

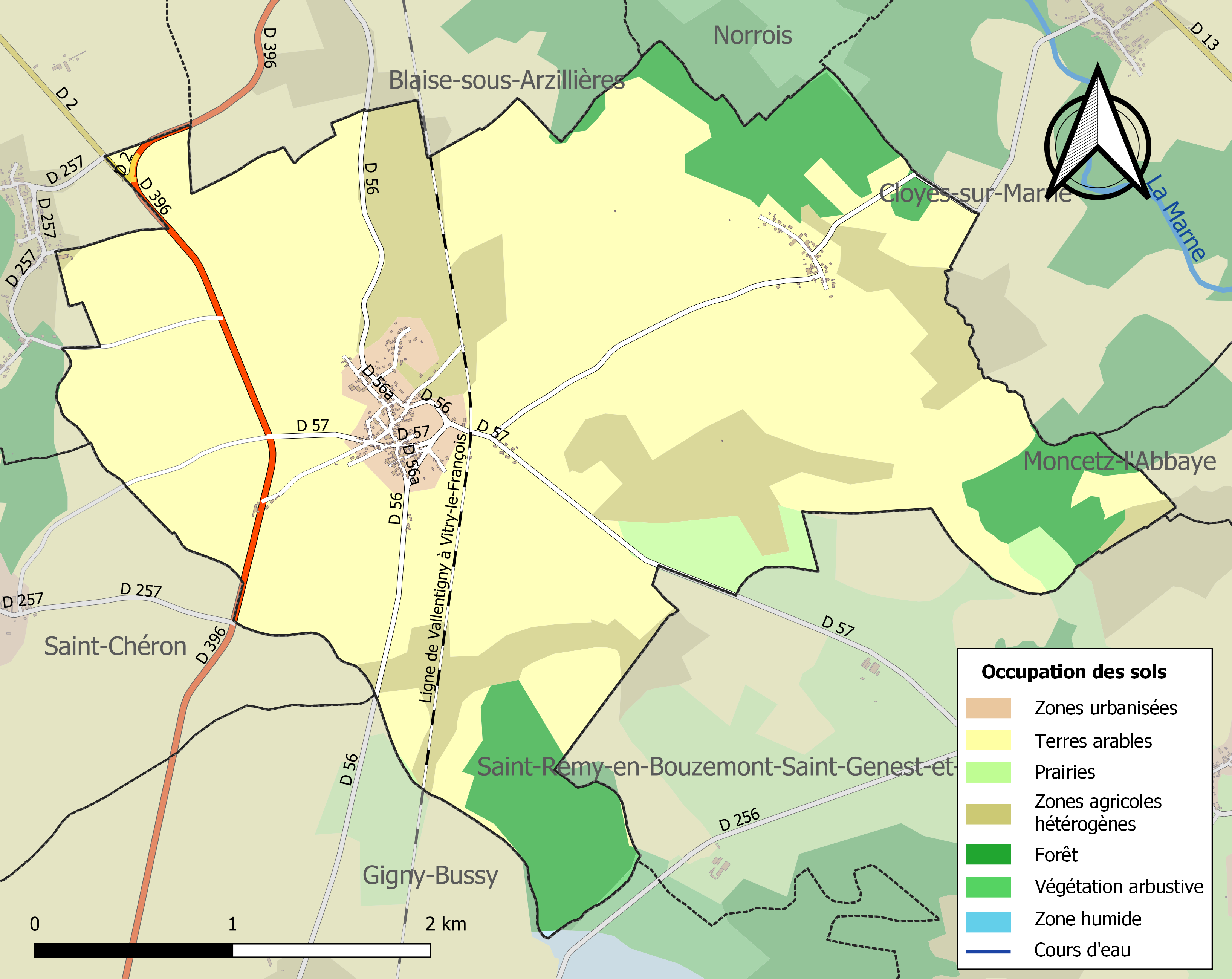
Carte des infrastructures et de l'occupation des sols de la commune en 2018 (CLC).

## Toponymie
Le nom de la localité est attesté sous les formes Arzeliers (1136) ; Arzilleriæ (1141) ; Arzilleres (1178) ; Argilleriæ (1187) ; Archilleriæ (1202) ; Arzillere, Arcilliseres, Arzillières (vers 1220) ; Ardillieres (1221) ; Ardilleriæ (1224) ; Arzelleriæ (1228) ; Arzileriæ (1246) ; Arzill[er]iæ (1256-1270) ; Arsillieres (1272) ; Arzilieres (1298) ; Argileriæ (XIIIe siècle) ; Argillieres (1352) ; Arzilliers (1356) ; Arcillieres (1444) ; Resellier (fin du xve siècle) ; Arguilliers (1539) ; Arzillière (1633) ; Argilières (1654) ; Arzillers, Arzillères (1662) ; Arzelières (1762).

L’argile ( latin argilla ) est à l’origine du toponyme. De l'oïl *arzelier, *arzilière « terrain argileux » dérivé de l'oïl arzile. 
Neuville est attesté sous les formes Nova Villa (1178) ; Nueville subtus Arzillieres (1252) ; Nue-Vile (1259) ; Novilla in Pertesio (1321) ; Nueville desouz Arzillieres (1334) ; Nuefvilla (1376) ; Nuefville en Pertois (1384) ; La Villeneufve soubz Arzillieres (1445) ; Neufville (1460) ; La Neufville (1633) ; Neuville-sous-Arzilliers (1781).

Neuville : de l'adjectif de l'oïl neuve et ville « village ».

## Histoire
La seigneurie d'Arzillières appartient, depuis au moins la fin du XIe siècle, à la famille de ce nom. En 1389 Dampierre-le-Château (ex-Dampierre-en-Astenois ; Marne) échut à Gautier IV, seigneur d'Arzillières, lointain cousin et plus proche héritier de Marie de Conflans dame de Dampierre : Dampierre, qui retrouva alors son vieux titre de comté, suivit ensuite le destin des seigneurs d'Arzillières. Arzillières passe en 1404 à une branche cadette de la famille picarde des seigneurs de Hangest-en-Santerre, puis en 1504 à celle de Grandpré, barons de Hans. Arzillières est érigé en baronnie au milieu du XVe siècle. Elle est ensuite tenue par les ducs de Guise, branche cadette des ducs de Lorraine, également princes de Joinville.
Au début du XVe siècle, pendant la guerre civile entre les Armagnacs et les Bourguignons, le château est l'une des principales places fortes de la région. Il est pris par ces derniers, en 1426, malgré une défense acharnée et les efforts de la garnison du château de Vitry-en-Perthois commandée par La Hire, futur compagnon de Jeanne d'Arc, qui harcelait les assaillants.
Il y avait à Arzillières, à la fin du Moyen Âge, un marché hebdomadaire et trois foires annuelles.
Arzillières était alors la plus importante ville du Perthois après Vitry-en-Perthois (siège de châtellenie-prévôté comtale puis royale dont elle dépendait féodalement), Saint-Dizier, Joinville et Wassy.
La commune d’Arzillières fusionne en 1973 avec celle de Neuville-sous-Arzillières et prend son nom actuel.

## Politique et administration
| Période                                  | Période                      | Identité       | Étiquette | Qualité                         |
| ---------------------------------------- | ---------------------------- | -------------- | --------- | ------------------------------- |
| Les données manquantes sont à compléter. |                              |                |           |                                 |
| 1876                                     |                              | François       |           | Neuville                        |
| 1973                                     | 1974                         | Hector Bouilly |           |                                 |
| 1974                                     | 1989                         | Henry Boizard  |           |                                 |
| 1989                                     | 2008                         | Jean Gérard    |           |                                 |
| 2008                                     | En cours (au 4 juillet 2014) | Michel Cappe   |           | Réélu pour le mandat 2020-2026, |

## Équipements et services publics

### Postes et télécommunications
Une boîte aux lettres de La Poste se trouve sur le territoire de la commune, rue de Morambert. Le bureau de poste le plus proche est situé à Saint-Remy-en-Bouzemont, à environ 4 km d'Arzillières-Neuville.

### Justice, sécurité et secours
Du point de vue judiciaire, Arzillières-Neuville relève du conseil de prud'hommes, du tribunal de commerce, du tribunal judiciaire, du tribunal paritaire des baux ruraux et du tribunal pour enfants de Châlons-en-Champagne, dans le ressort de la cour d'appel de Reims. Pour le contentieux administratif, la commune dépend du tribunal administratif de Châlons-en-Champagne et de la cour administrative d'appel de Nancy.
Arzillières-Neuville est située en secteur Gendarmerie nationale et dépend de la brigade de Saint-Remy-en-Bouzemont-Saint-Genest-et-Isson.
En matière d'incendie et de secours, la caserne la plus proche est celle de Saint-Remy-en-Bouzemont, rattachée au Service départemental d'incendie et de secours (SDIS) de la Marne.

## Démographie
L'évolution du nombre d'habitants est connue à travers les recensements de la population effectués dans la commune depuis 1793. Pour les communes de moins de 10 000 habitants, une enquête de recensement portant sur toute la population est réalisée tous les cinq ans, les populations de référence des années intermédiaires étant quant à elles estimées par interpolation ou extrapolation. Pour la commune, le premier recensement exhaustif entrant dans le cadre du nouveau dispositif a été réalisé en 2004.

En 2022, la commune comptait 326 habitants, en évolution de −0,61 % par rapport à 2016 (Marne : −1,19 %, France hors Mayotte : +2,11 %).
| 1793 | 1800 | 1806 | 1821 | 1831 | 1836 | 1841 | 1846 | 1851 |
| ---- | ---- | ---- | ---- | ---- | ---- | ---- | ---- | ---- |
| 327  | 391  | 398  | 390  | 418  | 427  | 429  | 376  | 355  |

| 1856 | 1861 | 1866 | 1872 | 1876 | 1881 | 1886 | 1891 | 1896 |
| ---- | ---- | ---- | ---- | ---- | ---- | ---- | ---- | ---- |
| 345  | 330  | 340  | 182  | 340  | 303  | 296  | 337  | 304  |

| 1901 | 1906 | 1911 | 1921 | 1926 | 1931 | 1936 | 1946 | 1954 |
| ---- | ---- | ---- | ---- | ---- | ---- | ---- | ---- | ---- |
| 271  | 267  | 226  | 217  | 220  | 193  | 210  | 213  | 198  |

| 1962 | 1968 | 1975 | 1982 | 1990 | 1999 | 2004 | 2006 | 2009 |
| ---- | ---- | ---- | ---- | ---- | ---- | ---- | ---- | ---- |
| 201  | 205  | 223  | 214  | 275  | 312  | 312  | 320  | 354  |

| 2014 | 2019 | 2022 | - | - | - | - | - | - |
| ---- | ---- | ---- | - | - | - | - | - | - |
| 333  | 325  | 326  | - | - | - | - | - | - |

## Culture locale et patrimoine

### Héraldique
| Armes d’Arzillières-Neuville | Les armes de la commune se blasonnent ainsi : parti : au premier burelé d'or et de gueules de douze pièces au château d'argent maçonné de sable, au second d'azur semé de fleurs de lys d'or ; au lion d'or armé et lampassé de gueules, brochant sur le partigueules |

### Lieux et monuments
- Le château médiéval, mentionné depuis la fin du XIIe siècle, est détruit au XVIe siècle. Le château moderne qui le remplace est lui-même entièrement rasé au XXe siècle. Il ne subsiste que la motte féodale, qui accentue le surplomb de la vallée de la Marne par Arzillières. Ce village est en effet le seul de la cuesta du Perthois à être situé en haut de la côte et non en bas.
- L'église paroissiale Saint-Antoine, dont le patron de la cure était l'abbé bénédictin de Montier-en-Der, date du XIIIe au XVIe siècle. Elle est classée monument historique en 1911[35]. Elle renferme de nombreuses statues, datant notamment du XVIe siècle, également classées[36].

### Personnalités liées à la commune
Parmi les seigneurs d'Arzillières ayant joué un rôle dans l'histoire nationale, se trouvent :
- Gautier IV, sire d'Arzillières et de Landricourt (né en 1325, mort en 1404, seigneur depuis 1337), conseiller de trois rois, chambellan de Louis, duc d'Orléans, qui combattit souvent les Anglais (y compris en Écosse) et les Flamands, dans la deuxième moitié du XIVe siècle, pendant la guerre de Cent Ans. Il hérita en 1389 du comté de Dampierre-en-Astenois (Dampierre-le-Château) ;
- son petit-fils Claude de Hangest, seigneur d'Arzillières (depuis 1422), tué par un boulet de canon en 1441 au siège de Pontoise, près de Paris, défendu par les Anglais, commandant les troupes du roi Charles VII ;
- le fils du précédent, Guillaume de Hangest, baron d'Arzillières (né en 1439, seigneur effectif depuis 1458, mort en 1504), l'un des plus puissants seigneurs champenois dans la seconde moitié du XVe siècle. Sa femme Marguerite de Torcenay lui apporta 45 ou 50 fiefs et seigneuries, principalement en Champagne et en Île-de-France. Il était aussi possessionné[Quoi ?] en Picardie, en Flandre et en Hainaut. Conseiller et chambellan de quatre rois et du duc de Lorraine et de Bar, il était capitaine de l'arrière-ban du bailliage de Vitry-en-Perthois, capitaine de Saint-Dizier et défenseur de la ville de Châlons, notamment en matière de fortifications. Il effectua plusieurs ambassades pour le roi Louis XI, à Anvers, en Allemagne auprès de l'empereur Frédéric IV de Habsbourg, et à Liège. Il accomplit un pèlerinage en Terre sainte en 1492, passant par Avignon et Venise, le roi Charles VIII, qui l'appelle « mon cousin », lui accordant des lettres de crédit pour circuler librement.